# Jekatierina Budanowa
Jekatierina (Katia) Wasiljewna Budanowa (ros. Екатерина Васильевна Буданова; ur. 24 listopada?/7 grudnia 1916 w Konoplance, zm. 19 lipca 1943 w rejonie Nowokrasniwki) – radziecka pilotka okresu II wojny światowej, druga na liście kobiet – asów myśliwskich pod względem ilości zwycięstw (po Lidii Litwiak). Znana jest powszechnie zdrobniale jako Katia Budanowa.

## Życiorys
Urodziła się we wsi Konoplanka w obwodzie smoleńskim w rodzinie chłopskiej. Pracując w fabryce lotniczej w Moskwie, zainteresowała się lotnictwem i wstąpiła do aeroklubu. W 1937 roku sama stała się instruktorem pilotażu. Uczestniczyła też w pokazach lotniczych na samolocie szkolno-akrobacyjnym UT-1.
Po ataku Niemiec na ZSRR w czerwcu 1941 roku podczas II wojny światowej, wstąpiła ochotniczo do lotnictwa wojskowego i dostała się do „kobiecego” 586. Pułku Lotnictwa Myśliwskiego (586. IAP), formowanego przez znaną pilotkę Marinę Raskową, uzyskując stopień podporucznika (mładszyj liejtnant). Latała na myśliwcu Jak-1. Pierwsze loty bojowe odbywała od kwietnia 1942 roku nad Saratowem. 10 września przeniesiono ją z grupą innych pilotek (m.in. Lidiją Litwiak) do 437. IAP, walczącego nad Stalingradem. Katia wyróżniała się szczególną odwagą w walkach, atakując często sama lub w parze znacznie przeważające liczebnie bombowce. 6 października samotnie podjęła walkę z 13 bombowcami Junkers Ju 88 i zestrzeliła jeden z nich, odnosząc pierwsze zwycięstwo. W listopadzie zestrzeliła zespołowo dwa myśliwce Bf 109 i indywidualnie Ju 88. 
W styczniu 1943 roku została przeniesiona (z Lidiją Litwiak) do 73. Gwardyjskiego pułku lotnictwa myśliwskiego (73. GIAP) 8. Armii Powietrznej Frontu Południowego, latając jako skrzydłowy dowódcy pułku. Wkrótce uzyskała prawo do „samotnych polowań”. Zestrzeliła następnie kilka dalszych samolotów, w tym rozpoznawczy Fw 189. 23 lutego 1943 roku została odznaczona Orderem Czerwonej Gwiazdy. 
19 lipca 1943 roku po południu, osłaniając samoloty szturmowe podczas ofensywy nad rzeką Mius, Budanowa została zestrzelona w walce z sześcioma myśliwcami Bf 109G w okolicy miasta Antracyt obwodu ługańskiego i poniosła śmierć. Prawdopodobnie zestrzelił ją (albo innego zaginionego pilota Siergieja Alechina) Hans Frese z eskadry 4./JG 3. Budanowa została odnaleziona w jej samolocie i pochowana na miejscu, w pobliżu wsi Nowokrasnowka, a później jej grób został przeniesiony do wsi Bobrikowo.
Dane odnośnie do liczby zwycięstw odniesionych przez Katię Budanową różnią się w publikacjach, przy braku oficjalnej i wiarygodnej statystyki. Podaje się najczęściej liczbę 11 zestrzeleń (6 indywidualnie i 5 zespołowo), lecz są też podawane inne. Według nowych opracowań, zestrzeliła tylko trzy samoloty indywidualnie i jeden zespołowo.

## Nagrody i odznaczenia
Pomimo przedstawienia jej do tytułu pośmiertnego Bohatera Związku Radzieckiego, nie został jej on przyznany. Dopiero 1 października 1993 roku przyznano jej pośmiertnie tytuł Bohatera Federacji Rosyjskiej. Została uhonorowana orderami Czerwonej Gwiazdy i Wojny Ojczyźnianej I stopnia (dwukrotnie). 